# 宾西北站
宾西北站位于中华人民共和国黑龙江省哈尔滨市宾县，是哈佳铁路上的一座车站，2018年9月30日随哈佳铁路开通而投入使用。